# Mackovice
Mackovice (en allemand : Moskowitz) est une commune du district de Znojmo, dans la région de Moravie-du-Sud, en République tchèque. Sa population s'élevait à 371 habitants en 2020.

## Géographie
Mackovice se trouve à 8 km au sud de Miroslav, à 19 km l'est de Znojmo, à 41 km au sud-ouest de Brno et à 190 km au sud-est de Prague.
La commune est limitée par Miroslav au nord, par Dolenice et Břežany à l'est, par Čejkovice au sud et au sud-ouest, et par Oleksovice à l'ouest.

## Histoire
La première mention écrite de la localité date de 1228.